# Clase Río Pativilca
La Clase Río Pativilca corresponde a una serie inicial de 6 patrulleras OPV, derivadas de la Clase Taegeuk de diseño surcoreano, cuya construcción y diseño se adjudicó a STX Offshore & Shipbuilding tras una licitación internacional iniciada por la Armada del Perú el 2013, pagando 82,4 millones de dólares por su ejecución, inversión enmarcada en el plan de recuperación de las capacidades de guardia costera, cubriendo necesidades de búsqueda y rescate, interdicción y patrullaje.
La construcción se viene realizando en los astilleros de SIMA-Perú en la localidad de Chimbote, las dos primeras patrulleras denominadas BAP Río Pativilca y BAP Río Cañete fueron terminadas en 2015 y asignadas a la Guardia Costera del Perú.

## Características
Las patrulleras de la clase Río Pativilca, son una variante de la Clase Taeguk (de la Armada de Corea del Sur), siendo su eslora de 55,3 m, manga de 8,5 m y calado de 2,3 m, desplazando aproximadamente entre 450 y 500 toneladas. La propulsión corre por cuenta de dos motores diésel Caterpillar 3516C HD de 3,345 HP (y dos generadores Caterpillar C9 de 250 kW), que le permiten alcanzar una velocidad de 22 nudos. La autonomía, a 14 nudos, se estima en unas 3,600 millas náuticas y tiene capacidad para una tripulación de 25 efectivos: 5 oficiales y 20 especialistas. Además, tiene capacidad para albergar aun grupo de abordaje de 14 efectivos.

## Armamento
La clase río Cañete contará con un montaje Thypoon de 30mm producido por Rafael Advance Defense Systems, un cañón ATK MK-44 bushmater II y ametralladoras browning M-2 HB de 12,7 mm.

## Unidades
La clase río Cañete cuenta hacia 2025 con ocho unidades operativas:
- BAP Río Pativilca (PM-204)
- BAP Río Cañete (PM-205)
- BAP Río Piura (PM-206)
- BAP Río Quilca (PM-207)
- BAP Río Tumbes (PM-208)
- BAP Río Locumba (PM-209)
- BAP Río Huarmey (PM-210)
- BAP Río Nepeña (PM-211)